# Жули Делпи
Жулѝ Делпѝ (на френски: Julie Delpy, произношение в САЩ Джули Делпи) е френско-американска актриса, режисьорка, сценаристка и продуцентка.

## Биография
Родена е на 21 декември 1969 г. в Париж в семейството на Мари Пие, театрална актриса, и Албер Делпи, театрален актьор и режисьор. Дебютира на сцена на 5-годишна възраст. Първата си малка роля в киното изиграва във филма на Жан-Люк Годар от 1985 г. – „Детектив“. Първата си главна роля получава във филма на Бертран Таверние „Беатрис“. Международна известност постига след ролята си в нашумелия филм на Агнешка Холанд „Европа, Европа“ (1990). След този филм кариерата на Делпи тръгва устремно нагоре и тя се снима във филми на известни режисьори като Фолкер Шльондорф („Хомо Фабер“, 1991) и Кшищоф Кешловски („Три цвята: Бяло“, 1994).
На два пъти Жули Делпи пожънва успех на Берлинале – с филмите „Преди изгрев“ (1995) и „Преди залез“ (2004).
Като режисьор дебютира през 2007 г. с филма „2 дни в Париж“.
През 2003 г. на пазара е пуснат диск с нейни собствени песни на френски език.
По неин сценарий е заснет филмът за кървавата графиня Ержебет Батори „Графинята“. През 2011 г. излиза още един неин филм – „Космическа лаборатория“.

## Личен живот
От 2007 до 2012 г. излиза с германския филмов композитор Марк Страйтенфелд. През януари 2009 г. им се ражда син – Лео Страйтенфелд.

## Избрана филмография
- „Отровна кръв“ (1986)
- „Беатрис“ (1987)
- „Европа, Европа“ (1990)
- „Хомо Фабер“ (1991)
- „Тримата мускетари“ (1993)
- „Три цвята: Синьо“ (1993)
- „Три цвята: Бяло“ (1994)
- „Три цвята: Червено“ (1994)
- „Да убиеш Зоуи“ (1994)
- „Преди изгрев“ (1995)
- „Американски върколак в Париж“ (1997)
- „Ел Ей без карта“ (1998)
- „Престъпление и наказание“ (1998)
- „Спешно отделение“ (2001)
- „Къщата с розите“ (2002)
- „Преди залез“ (2004)
- „Франкенщайн“ (2004)
- „Прекършени цветя“ (2005)
- „Измамата“ (2006)
- „2 дни в Париж“ (2007)
- „2 дни в Ню Йорк“ (2012)
- „Преди полунощ“ (2013)
- „Отмъстителите: Ерата на Ултрон“ (2015)
- „Лоло“ (2015)